# Wilhelm Beißwenger
Wilhelm Beißwenger (* 23. September 1871; † 31. Oktober 1942 in Leinzell) war ein württembergischer Landtagsabgeordneter.

## Leben
Wilhelm Beißwengers Eltern waren der Müller Johannes Beißwenger und dessen Frau Elisabeth, geb. Kolb. Wilhelm Beißwenger besaß ein Gut und eine eigene Mühle in Leinzell. Er war Mitglied im Württembergischen Bauern- und Weingärtnerbund. 1919 kandidierte er für die Weimarer Nationalversammlung. Von 1920 bis 1924 gehörte er dem württembergischen Landtag an.
Beißwenger saß von 1918 bis zum April 1933 im Vorstand des Landwirtschaftlichen Bezirksvereins Gmünd. Von April 1933 bis April 1934 war er Kreisbauernführer, von April bis Mai 1934 dann Bezirksbauernführer für das Oberamt Gmünd. Ab Mai 1934 hatte er einen leitenden Posten in der Kreisbauernschaft Murr inne.
Wilhelm Beißwenger war seit 1905 mit Pauline Wilhelmine Krauß verheiratet.